# Elizabeth Symons, Baroness Symons of Vernham Dean

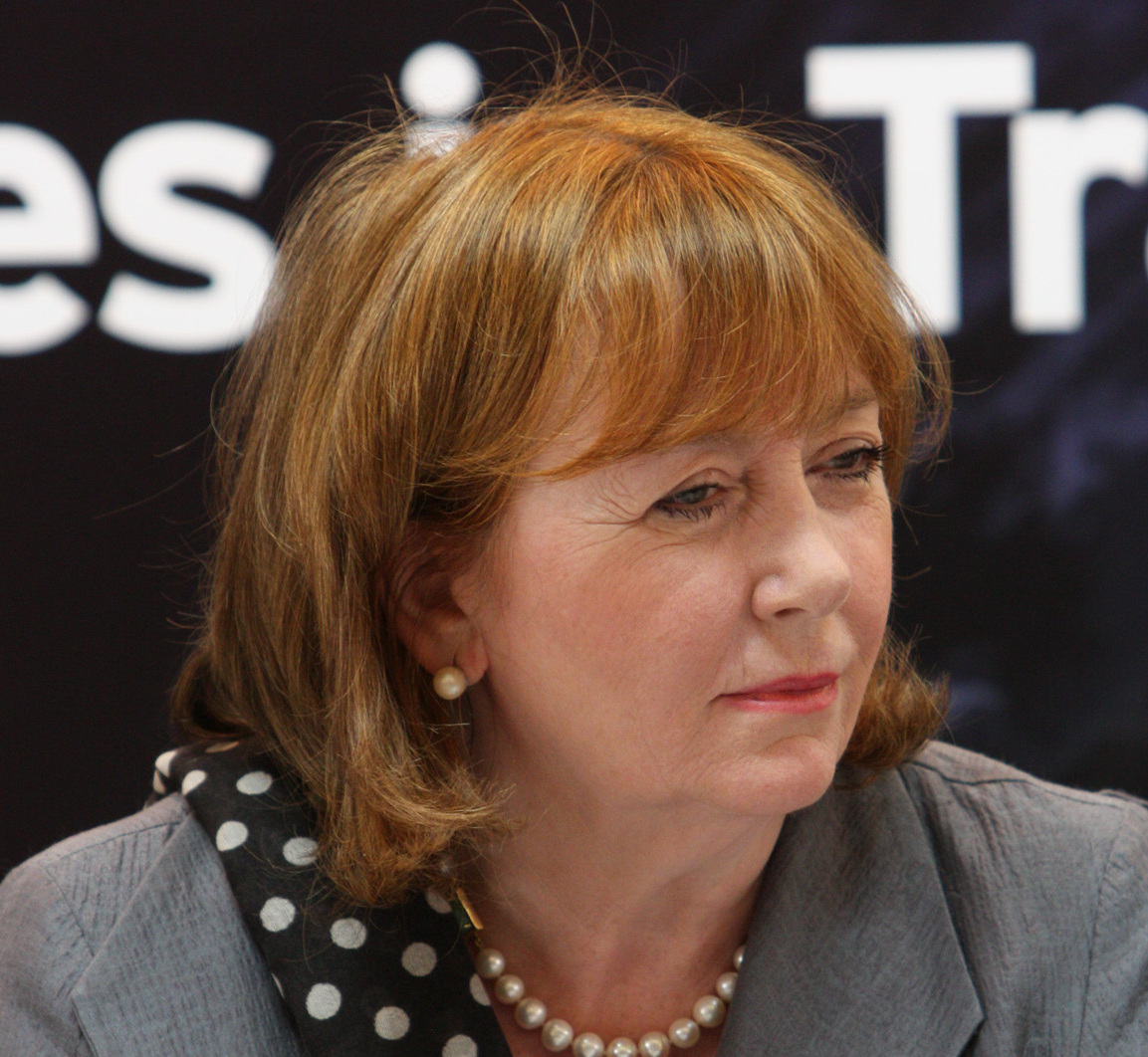
Elizabeth Symons von 2013

Elizabeth Conway Symons, Baroness Symons of Vernham Dean, PC (* 14. April 1951) ist eine britische Politikerin der Labour Party, Life Peeress und frühere Generalsekretärin der FDA Trade Union sowie Staatsministerin.

## Leben und Karriere
Symons wurde als Tochter von Ernest Symons, dem Vorsitzenden des HM Board of Inland Revenue, geboren und besuchte die Putney High School for Girls und das Girton College. Von 1974 bis 1977 war sie als Trainee in der Verwaltung beim Department of the Environment tätig. Sie arbeitete im Anschluss von 1977 bis 1989 für die Inland Revenue Staff Federation und war von 1989 bis 1997 Generalsekretärin (General Secretary) der Association of First Division Civil Servants. Nach ihrer Ernennung zum Working Peer trat sie von diesem Amt zurück.
Von 1995 bis 1997 war sie Mitglied des Employment Appeal Tribunal.

## Mitgliedschaft im House of Lords
Symons wurde am 7. Oktober 1996 zur Life Peeress als Baroness Symons of Vernham Dean, of Vernham Dean in the County of Hampshire, ernannt. Ihre Antrittsrede im House of Lords hielt sie am 11. Dezember 1996.
Von Mai 1997 bis Juni 1999 bekleidete sie ihr erstes Regierungsamt, als Junior Foreign Office Minister. 1999 wurde sie zur Staatsministerin (Minister of State) für Verteidigungsbeschaffung, sowie 2001 zum Minister of State for Trade ernannt. Im Juni 2003 wurde sie Staatsministerin für den Mittleren Osten, Internationale Sicherheit, Konsular und personelle Angelegenheiten beim Foreign and Commonwealth Office, sowie Deputy Leader des House of Lords von 2001 bis 2005.
Sie war von 2001 bis 2005 Sprecherin der Regierung für das Foreign and Commonwealth Office, für Handel und Industrie ebenfalls von 2001 bis 2005 und Sprecherin der Opposition für das Foreign and Commonwealth Office von 2010 bis 2011.
Von 2001 bis 2010 war sie Mitglied des Committee of the Parliamentary Labour Party.
Symons Anwesenheit bei Sitzungstagen liegt im mittleren bis regelmäßigen Bereich.

## Unternehmenskarriere
Symons wurde bei der Kabinettsumbildung nach der Unterhauswahl 2005 nicht mehr berücksichtigt und wurde 2005 Non-Executive Director von British Airways.

## Interessenkonflikt
In der Ausgabe vom 9. Januar 2005 erhob der Guardian den Vorwurf, dass Symons möglicherweise ihr Büro beauftragt habe, David Mills, dem Ehemann von Kulturministerin Tessa Jowell eine „spezielle Behandlung“ zukommen zu lassen. Mills suchte ihre Hilfe, um das Handelsembargo der USA gegen den Iran zu umgehen, um Jets von British Aerospace im Wert von $200 Millionen zu verkaufen.
Am 9. Februar 2006 wurde sie vom Guardian als eine von mehreren früheren Ministern benannt, die lukrative Positionen als Direktoren und Berater angenommen haben. Im Fall von Symons umfasst das British Airways, die Anwaltsfirman DLA Piper und die Peninsular and Oriental Steam Navigation Company (P&O).
2009 wurden ähnliche Anschuldigungen gemacht, als sie eine lukrative Position bei der britischen Investmentbank Merchant Bridge annahm, welche Millionen durch Verträge im Nachkriegsirak einnahm, und ebenso, als sie Mitglied des National Economic Development Board von Libyen wurde, kurz bevor Abdel Basit Ali al-Megrahi aus der Haft entlassen wurde. 2011 trat sie von diesem Amt zurück, während der Aufstand gegen die Regierung von Muammar al-Gaddafi lief. Nur einen Tag zuvor machte sie Bemerkungen, die Gaddafis Ideologie zu unterstützen schienen. Symons  merkte an, dass diese Bemerkungen nicht ernst gemeint seien.

## Weitere Ämter
Symons ist Vorsitzende (Chairman) der Arab British Chamber of Commerce. Sie ist internationale Beraterin (International Consultant) bei DLA Piper, CCC UK und Rio Tinto.
Sie ist Mitglied des Aufsichtsrates (Advisory Board) von Merchant Bridge und der Middle East Association sowie beim Aufsichtsrat (Board) von British Expertise und dem Vorstand (Council) der Ditchley Foundation.
Bei Blenheim Capital Services Limited ist Symons International Consultant, ebenso bei Me Afriqiyah und KSA.
Symons ist Vorsitzende (Chairman) beim Saudi British Joint Business Council, der British Egyptian Society, beim Azerbaijan-British Business Council und beim Advisory Council to Board of British American Project.
Außerdem ist sie Mitglied des Vorstandes des British Tunisian Business Council sowie beim Aufsichtsrat des British Egyptian Business Council.
Symons war oder ist Mitglied des British-American Project (BAP). Diesem gehören 600 Führungspersönlichkeiten und Meinungsbildner an, im gleichen Maßen aus beiden Ländern, dem The Guardian zufolge und hielt eine jährliche Konferenz, bei der alles was gesagt wird, inoffiziell ist.

## Ehrungen
Symons wurde 2000 Mitglied des Privy Council. Sie ist Fellow der Royal Society of the Arts.

## Familie
2001 heiratete sie ihren langjährigen Partner Phil Bassett, den früheren The-Times-Autor von Rupert Murdoch. Sie haben einen Sohn, der 1985 geboren wurde.
Im Oktober 2002 wurde Bassett zum Mitglied der strategischen Kommunikationsabteilung in der 10 Downing Street ernannt, wo er bis September 2003 tätig war. Er verließ diese, um Berater von Charles Falconer, Baron Falconer of Thoroton, dem Lord Chancellor und Secretary of State for Constitutional Affairs, zu werden.